# We Are All on Drugs
"We Are All on Drugs" (em português: Nós Estamos Todos Drogados) é uma música da banda americana de rock Weezer, lançada a 29 de Julho de 2005 como o segundo single do seu quinto álbum, Make Believe. Ao contrário do que se pensa, a música não é especificamente sobre drogas. De certo modo, Rivers Cuomo afirma que a música encontra-se mais relacionada com a sociedade sobre-estimulada, viciada na internet, no jogo, nas drogas e nas relações.

## Visão Global
As primeiras cópias de Make Believe continham uma mistura incorrecta de "We Are All on Drugs", apresentando letra diferente na secção de transição pré-solo. Após a descoberta do erro, a banda colocou a versão correcta nas versões posteriores do álbum, lançando-a como single.
| “ | I want to confiscate your drugs, I don't think I can get enough. | ” |

| “ | I want to reach a higher plane, where things will never be the same. | ” |

Existe também uma versão censurada chamada "We Are All in Love" (em português: Nós Estamos Todos Apaixonados), que é principalmente usada nas transmissões do vídeo nas estações que se opõem à referência às drogas, tendo também sido editada num CD promocional com um número de cópias muito limitado. O título foi sugerido pelo guitarrista Brian Bell e, apesar desta edição, o cabeçalho do jornal que Cuomo lê na barbearia do vídeo mantém-se em "We Are All on Drugs".

## Inspiração
A 9 de Maio de 2005, numa entrevista com a Y100, o vocalista Rivers Cuomo falou sobre a música.
| “ | Não a levem literalmente... Eu estou a cantar mais sobre o facto de como nós todos estamos viciados em nos estimularmos a nós próprios e na forma como nos sobre-exaltamos com a música, ou o que quer que seja nas nossas vidas. Não é necessariamente sobre drogas. | ” |

### Comentários da banda
Os vários elementos da banda comentaram as suas inspirações para com a música.
| “ | Eu estava a viver num apartamento por cima da Sunset Strip, e todas as noites de Sexta e Sábado eu ouvia pessoas a passar e a festejar, e a buzinar e a gritar. Uma noite eu fui dormir e ouvi todos esses sons ao longo da madrugada, nos meus sonhos. Eu tive um sonho sobre um miúdo num autocarro, com hip hop a explodir no seu cérebro através dos seus auscultadores. E a música parecia tão decadente e sobre-estimulante, e de repente eu acordei no meio do sonho, dizendo imediatamente para mim mesmo, "Meu, nós estamos todos drogados!" E eu soube logo que esta seria uma boa música. | ” |

| “ | Eu lembro-me da primeira vez que o Rivers a tocou para mim, e eu pensei logo, "Nós podemos fazer isto?" Tu sabes, quero dizer, esta seria uma música de sucesso, sem dúvida alguma. Apenas de cantar o refrão pela primeira vez, quando nós tocámos estas músicas acusticamente num escritório, foi tal e qual uma revolta porque era simplesmente demais — era como estivéssemos a fazer algo ilegal por dizer aquilo. E logo houve pensamentos do tipo, como é que os pais vão gostar disto? Ou tu sabes, será que seremos banidos dos miúdos, tu sabes, de ouvirem, sei lá, as suas colecções de álbuns? Eu penso que é uma música muito boa porque não está a dizer nada positivo ou negativo sobre as drogas. É uma daquelas músicas ambíguas. Eu estou inteiramente feliz pela minha introdução com a guitarra ter sido usada. [risos] | ” |

| “ | Sim, eu tive de lutar por isso, meu! Vocês tinha essa coisa a correr, onde vocês queriam que fosse uma balada, quando era tão óbvio para mim que esta seria uma grande faixa de rock. Eu adoro aquela introdução. | ” |

| “ | Sim, eu adorei aquela introdução da primeira vez que a trouxeste. Neste álbum tu vieste com tantas grandes introduções e transições musicais. | ” |

| “ | Bem, isto é o que é fantástico na nossa música também, existem várias maneiras de a interpretar, e eu penso que todas elas deveriam ser exploradas, porque eu na verdade adorei — o Rivers tem uma diferente versão dela que funcionou igualmente bem. Eu penso que tudo deve ser explorado, ou estaremos a enganarmos a nós próprios. | ” |

| “ | E também é interessante que nós por vezes descobrimos que quando um de nós começa a cantar um verso que eu criei, e parece que sua um milhão de vezes melhor. Gosto nesta música quando o Scott canta "never get enough" no refrão, é tão, mas tão certo, é óbvio que ele tem de cantar aquilo. | ” |

| “ | Isso mesmo! É engraçado, e eu lembro-me de tu falares — quando tu vivias naquele apartamento — é como, [imitando Cuomo] "Eu ouço sempre aquelas pessoas a passar — WHOOO! WHOO! Durante toda a noite, um carro inteiro de raparigas do género — WHOO!" e é por isso que eu canto nessa música. [risos] É muito porreiro. Após os refrões nesses espectáculos, quando penso que ainda ninguém conhece a música, as pessoas já estão dentro dela. De todas as músicas novas, esta música foi aquela que pareceu que atingiu as pessoas mais rapidamente, para mim. | ” |

| “ | Sim, o Kevin e o Bean [da popular rádio de Los Angeles KROQ] falam constantemente dessa música, eu penso. Eles são do tipo, "É o melhor título de sempre!". | ” |

## Vídeo Musical
Existem dois vídes musicais para a música, um que apresenta a música a tocar sobreposta a uma versão reeditada do vídeo de 1985 "Fear No Evil" da banda inglesa Grim Reaper e outro que segue Rivers Cuomo num passeio ao longo de um mundo inteiramente sobre o efeito das drogas (com muitos dos extras a fazer mímica das letras). O último vídeo foi realizado por Justin Francis. O vídeo foi o mais complexo de ser filmado na história dos Weezer, durando dois dias, tendo vários actores, efeitos especiais e a determinado ponto, segundo Brian Bell, quase cancelado pela polícia.

## Lista de Faixas
Disco Vinil 7" Single Reino Unido (Vinil Rosa)
| N.º | Título                        | Compositor(es) | Duração |  |
| 1.  | "We Are All on Drugs"         | Rivers Cuomo   | 3:35    |  |
| 2.  | "Beverly Hills" (Urbanix Mix) | Rivers Cuomo   | 3:29    |  |

CD Retalho Reino Unido
| N.º | Título                               | Compositor(es) | Duração |  |
| 1.  | "We Are All on Drugs"                | Rivers Cuomo   | 3:35    |  |
| 2.  | "Beverly Hills" (Urbanix Mix)        | Rivers Cuomo   | 3:29    |  |
| 3.  | "Burndt Jamb" (Ao Vivo)              | Rivers Cuomo   | 4:27    |  |
| 4.  | "We Are All on Drugs" (Vídeo CD-ROM) | Justin Francis | 3:37    |  |

Nota: O vídeo apresentado no CD é o da música sobreposta à versão reeditada do vídeo dos Grim Reaper de 1985 "Fear No Evil".

## Pessoal
- Rivers Cuomo — vocalista, guitarra principal
- Brian Bell — guitarra rítmica
- Scott Shriner — baixo
- Patrick Wilson — bateria, percussão
- Rick Rubin — produção